# Суд чести (фильм)
«Суд чести» — советский художественный фильм-драма 1948 года, снятый на киностудии «Мосфильм» режиссёром Абрамом Роомом по сценарию Александра Штейна. Премьера фильма состоялась 25 февраля 1949 года.
Фильм был удостоен Сталинской премии I степени (1949). В 1949 году картина заняла в прокате третье место (15 миллионов 200 тысяч зрителей).

## История создания фильма
Фильм был создан в рамках идеологической кампании борьбы с космополитизмом, начавшейся в СССР в конце 1940-х годов. Сюжет фильма перекликается с делом, рассмотренным Судом чести в отношении члена-корреспондента Академии медицинских наук СССР Н. Г. Клюевой и её мужа профессора Г. И. Роскина, создавших препарат от рака — «КР» (круцин), а также аналогичным процессом по делу президента Белорусской академии наук генетика А. Р. Жебрака.
Для сценария А. Штейн использовал свою пьесу «Закон чести», которая была рекомендована Политбюро ЦК ВКП(б) к экранизации в июне 1948 года. В аннотации к фильму отмечалось: «Фильм о борьбе с проявлениями низкопоклонства перед буржуазной наукой, о воспитании чувства высокого общественного долга, преданности интересам советского государства и о национальном достоинстве советских людей». Ещё до выхода фильма в прокат — 25 января 1949 — рецензия с выдержками из сценария была помещена в «Правде».
Выход фильма на экраны был стартом массовой кампании по борьбе с «безродными космополитами».

## Сюжет
Советские учёные-биохимики профессора Лосев и Добротворский сделали научное открытие, позволяющее эффективно бороться с болью. Находясь в научной командировке в США, учёные делятся результатами исследования с коллегами из США (на деле оказавшимися бизнесменами и разведчиками), опубликовав там статью о ещё не завершенном труде своего коллектива.
По возвращении учёные были подвергнуты критике. Однако учёные настаивали на том, что «наука не имеет границ» и что знание должно принадлежать всему человечеству. Возмущённая «идейной незрелостью» Добротворского, его решительно осуждает собственная жена.
В итоге учёные были осуждены за космополитизм и наказаны по решению Суда чести. Добротворский раскаивается в своём поступке.

## Актёрский состав
- Борис Чирков — Андрей Иванович Верейский, академик, генерал-лейтенант медицинской службы
- Антонина Максимова — Ольга Верейская, доцент, дочь академика
- Евгений Самойлов — Николай, учёный, жених Ольги Верейской
- Николай Анненков — Алексей Алексеевич Добротворский, профессор
- Ольга Жизнева — Татьяна Александровна Добротворская, доктор, жена профессора
- Николай Свободин — профессор Сергей Фёдорович Лосев
- Лидия Сухаревская — Нина Ивановна, жена профессора Лосева
- Василий Макаров — Кириллов, доцент
- Иван Переверзев — Иван Иванович Петренко, учёный, правая рука Добротворского, заведующий клиническим отделением
- Ирина Шаляпина-Бакшеева — Лидия Михайловна, ассистент Добротворского
- Владимир Любимов — Кирилл Павлович Курчатов, заместитель министра здравоохранения
- Владимир Марута — Грушницкий
- Владимир Владиславский — Юрий Денисович Писаревский, академик
- Константин Хохлов — председатель Суда Чести
- Максим Штраух — Александр Александрович, председатель Правительственной комиссии
- Нина Шатерникова — Пушкова, машинистка из канцелярии института экспериментальной медицины
- Георгий Черноволенко — Вуд, американец
- Аркадий Цинман — Уилби, американец
- Семён Межинский — Картер, крупный американский учёный

## Создатели фильма
- Оператор — Александр Гальперин
- Композитор — Лев Шварц
- Художники — Михаил Богданов, Пётр Киселев
- Художник по костюму: Валентин Перелётов.

## Награды
- Сталинская премия I степени (1949)